# Adeline Flore Ngo Samnick
 (février 2024).
Si vous disposez d'ouvrages ou d'articles de référence ou si vous connaissez des sites web de qualité traitant du thème abordé ici, merci de compléter l'article en donnant les références utiles à sa vérifiabilité et en les liant à la section « Notes et références ».
Adeline Flore Ngo Samnick née Adeline Adeline Flore Ngo Samnick est une sociologue et écologiste camerounaise. Elle est directrice générale du mouvement les agriculteurs professionnels (Agripro) . 

## Biographie
Adeline Flore Ngo Samnick est originaire de la région du centre et native du département du Nyong-et-Kéllé au Cameroun.

## Activités
Adeline Flore Ngo Samnick  est promotrice du projet Les vergers écologiques de Tayap. Une initiative reposant sur l’agro-écologie et visant à réduire le mouvement de déforestation et créé les activités génératrices de revenus. Elle a également développé deux cases écologiques sous financement du PNUD, et aussi [pas clair]ce micro-finance solidaire pour les femmes. 
En 2015, grâce au prix "La France s’engage au sud", elle met sur pied plusieurs activités génératrices de revenus pour la population. Il s'agit entre autres d'une savonnerie, une boulangerie artisanales et une porcherie. En 2016, elle donne l'écho à un concours visant à donner la visibilité au villages camerounaises sur Wikipédia organisé par le mouvement des agriculteurs professionnels dont est elle directrice générale. En 2012 elle lance son blog de cuisine (Camerdish) Cuisine D'ici et D'ailleurs. 

## Prix
Adeline Flore Ngo Samnick reçoit, le prix pour les Vergers écologiques de Tayap au Cameroun dans la catégorie  atténuation du dérèglement climatique en agriculture et élevage. En effet elle fait partie des quatre lauréats des projets les plus novateurs. Elle est primée à l'issue d'un concours international d’innovations Challenge Climat Agriculture et Forêts, par un jury présidé par Brice Lalonde, et constitué de Navi Radjou, Ibrahima Coulibaly et Jean-Christophe Debar .
En 2015, elle lauréate du prix  "La France s’engage au sud".